# La bicicletta
La bicicletta è il romanzo d'esordio di Rosetta Loy pubblicato nel 1974 da Einaudi e vincitore del Premio Viareggio nella sezione “Opera prima di narrativa”.
Ambientato nell'Italia rurale alla fine della seconda guerra mondiale, è la storia semplice di una famiglia: madre, padre, due figlie, due figli. La fine della guerra è lì sullo sfondo, con occasionali scorci di soldati americani e britannici.

## Edizioni
- La bicicletta, nota di Natalia Ginzburg, Torino, Einaudi, 1997.